# Хифлау
Хифлау (нем. Hieflau) — коммуна в Австрии, в федеральной земле Штирия.
Входит в состав округа Леобен. Население составляет 873 человека (на 1 января 2007 года). Занимает площадь 46,97 км². Официальный код — 6 11 04.

## Политическая ситуация
Бургомистр коммуны — Гюнтер Ауэр (СДПА) по результатам выборов 2005 года.
Совет представителей коммуны (нем. Gemeinderat) состоит из 15 мест.
- СДПА занимает 13 мест.
- АНП занимает 2 места.